# Epiclerus nearcticus
Epiclerus nearcticus är en stekelart som beskrevs av Yoshimoto 1978. Epiclerus nearcticus ingår i släktet Epiclerus och familjen raggsteklar. Inga underarter finns listade i Catalogue of Life.